# Alain Prost
Alain Marie Pascal Prost (Lorette, Loira, 24 de febrero de 1955) es un expiloto de automovilismo francés. Es uno de los pilotos de Fórmula 1 más exitosos de todos los tiempos. Compitió en el período de 1980 a 1993, resultando cuatro veces campeón del Campeonato Mundial de Fórmula 1: 1985, 1986, 1989 y 1993, y sumando cuatro subcampeonatos: 1983, 1984, 1988 y 1990. Ha obtenido 51 victorias, 106 podios, 33 poles, y 41 vueltas rápidas. Algunas de esas marcas estuvieron imbatidas durante varios años hasta que Michael Schumacher las batió en la década de 2000. Es reconocido por sus apodos el Profesor o el Maestro, debido a su metódica manera de correr.
La rivalidad entre Alain Prost y Ayrton Senna fue posiblemente la mayor de la historia del automovilismo, entre dos pilotos que estaban muy por delante de casi cualquier otro en su época. Tal era dicha rivalidad que la definición del título de pilotos de 1989 y la de 1990 se produjo por una colisión entre ambos.
Tras su retiro, fundó su propia escudería de F1, llamada Prost Grand Prix. Luego fue copropietario del equipo Renault e.dams de Fórmula E y trabajó como asesor en Alpine F1 Team.

## Carrera deportiva
Es hijo de André Prost y Marie-Rose Karatchian, nacida en Francia de ascendencia armenia. Prost tuvo un hermano menor llamado Daniel, quien murió de cáncer en septiembre de 1986.

### Orígenes
Prost se destacó en el karting, al obtener el campeonato europeo de karting júnior en 1972 y el campeonato francés de karting sénior en 1974. En 1976 obtuvo el Volante Elf, tras lo cual se coronó en la Fórmula Renault Francesa y la Fórmula Renault Europea en 1978. Prost progresó a la Fórmula 3 Francesa, resultando campeón en 1978 y 1979, y obtuvo la corona en la Fórmula 3 Europea en 1979.

### El debut con McLaren-Ford (1980-1981)
Su debut en Fórmula 1 se produjo en el Gran Premio de Argentina en 1980 a bordo de un McLaren-Ford y logró el 6.º puesto. En 1980 logró el 15.º lugar en el mundial de pilotos, con 5 puntos. Durante la temporada, Prost sufrió importantes accidentes como en Kyalami donde se rompió la muñeca en las prácticas, y en Watkins Glen donde sufrió una conmoción cerebral.

### Etapa de crecimiento en Renault (1981-1983)
De 1981 a 1983 corrió para el equipo Renault. Su primera victoria la logra en el circuito de Dijon-Prenois (Francia) en 1981. Ese año conseguiría 2 más y terminaría quinto con 43 puntos, a 7 del campeón Nelson Piquet.
En 1982 logró las dos primeras victorias en una competitiva temporada (11 pilotos lograron la victoria), donde finalizaría cuarto con 34 puntos a 10 del campeón Keke Rosberg (quien solo logró una victoria).
1983 sería la primera gran batalla de Prost por el título. Sin embargo, un fallo del motor de su monoplaza en el último gran premio, el de Sudáfrica, le impediría lograrlo. En esa temporada lograría cuatro triunfos y 57 puntos que le valdrían el subcampeonato, 2 menos que el campeón Nelson Piquet. Después de perder el título, Prost criticó públicamente al equipo por la falta de desarrollo del RE40 lo cual causó su despido. Ron Dennis, que en ese momento estaba al frente de McLaren, le esperaba con un contrato.

### Regreso a McLaren, los 3 primeros títulos y el inicio del desencuentro con Senna (1984-1989)
Prost retornó a McLaren en 1984, como compañero del gran campeón Niki Lauda. Fue un año de amplio dominio de los McLaren equipados con los potentes TAG Porsche. En una cerrada lucha, Prost lograría 7 victorias (el piloto más laureado del año) pero terminaría nuevamente subcampeón a solo 0,5 puntos de Niki Lauda. El título mundial se le resistía en dos asaltos consecutivos por causas ajenas a su pilotaje, lo que provocó que se le reconociese en el mundo de la Fórmula 1 durante la temporada siguiente como "El Rey sin Corona". Como veremos, esta situación iba a cambiar.
1985 fue el año de su coronación. Pese a una muy buena labor de Michele Alboreto y su Ferrari, Prost pudo imponerse y obtuvo 5 victorias siendo el que consiguió más triunfos esa temporada, con 73 puntos logró el campeonato.
En 1986, los Williams-Honda, comparativamente más potentes que los McLaren-TAG Porsche, eran pilotados por Nelson Piquet y Nigel Mansell, siendo serios aspirantes al título.
La definición, una de las más emocionantes de la historia, se produjo en el circuito de Adelaida, en Australia. El gran favorito era Nigel Mansell, quien había conseguido 5 victorias y 70 puntos en ese año, le seguía Prost con 4 victorias y 64 puntos y Nelson Piquet con 4 victorias y con 63 puntos. Después de salir de la pole, Mansell dejó pasar casi sin lucha a Ayrton Senna (Lotus-Renault), Piquet (Williams) y Keke Rosberg (McLaren) quien se retiraba de la Fórmula 1. Rápidamente el finés tomó el liderato de la carrera y logró una ventaja considerable mientras Senna se retrasaba al quinto lugar con problemas mecánicos. Seguidamente Prost superó a Mansell y dio caza a Piquet. En la vuelta 23, fruto de la presión del francés, el brasileño hizo un trompo que lo retrasó al cuarto lugar. Luego Prost sufrió un pinchazo lento y fue a boxes, quedando cuarto. Piquet comenzó a acercarse a Mansell y lo superó. En todo momento el británico, no pilotando a su agresivo estilo, hizo una carrera conservadora a sabiendas de que así, matemáticamente era campeón. A 18 giros del final, casi inmediatamente después de que Rosberg, que lideraba cómodamente la competición, abandonara por un pinchazo, y luego de dejar pasar a Prost y quedar nuevamente tercero, el Williams-Honda de Mansell sufrió un espectacular reventón de la rueda trasera izquierda a máxima velocidad en la recta más larga del circuito, con el metal de la rueda tocando el suelo y generando una lluvia de chispas. El británico luchó hasta lograr detener el vehículo de manera segura, impedido de continuar. Piquet, que marchaba primero (posición que le hubiera dado el campeonato), ante los sucesivos reventones recibió la orden de ir a boxes a cambiar neumáticos. Prost tomó entonces la delantera y ganó la carrera (su quinta en la temporada) y el campeonato pese a los intentos de Piquet, quien se quedó con el récord de vuelta. El francés también estuvo muy cerca de retirarse; su vehículo se quedó sin combustible segundos después de ver la bandera a cuadros.
McLaren en 1987 estaba definitivamente por debajo de Williams y sus poderosos motores Honda. Prost consigue 3 victorias y 46 puntos a 27 del campeón Nelson Piquet.
Para 1988, después de que McLaren lograse tres títulos de pilotos y dos de constructores entre 1984 y 1986 con Niki Lauda y Alain Prost, la competitividad del equipo estaba en entredicho frente a los Williams-Honda; había llegado el momento de Ron Dennis. Se trajo al equipo al brillante diseñador de Brabham, Gordon Murray, persuadió a Honda para cambiar Williams por McLaren y firmó a Ayrton Senna. La combinación de McLaren con el motor Honda y los mejores pilotos del momento, Prost y Senna, se impondría a sus rivales.
McLaren logra 15 de 16 victorias posibles y Prost 7 contra 8 del campeón Senna. Si bien Prost suma más puntos (105 contra 94), la norma del descarte (utilizada hasta 1990) donde se toman los 11 mejores resultados, hace que Senna se consagre campeón y Prost subcampeón.
La relación entre ambos comenzó a ser tensa en el Gran Premio de Portugal de 1988. En la recta de boxes, Prost empezó a adelantar a Senna por la derecha aprovechando su aspiración, pero Senna a su vez se cerró hacia su derecha, forzando a Prost hasta ponerlo prácticamente a un palmo del muro. Alain no cedió, y acabó consiguiendo el liderato que iba a mantener hasta el final.
El título de 1988 se definiría en la penúltima fecha, en el circuito de Suzuka, Japón. Para ser campeón en virtud del sistema de descarte, Prost debía ganar allí y en el próximo Gran Premio de Australia. La Pole la había hecho Senna, pero en la largada se cala el motor y se para. Gracias al declive de la recta japonesa, Senna logra arrancar su motor Honda. De allí en adelante, realiza una formidable remontada hasta la primera posición, que Prost, con un auto averiado que acusaba problemas en la caja de cambios, más precisamente de la 3.ª a la 4.ª velocidad, intentó defender sin éxito. La siguiente carrera sería ganada por Prost, aunque el título ya estaba definido.
Para 1989, si bien el dominio de McLaren no sería tan amplio como en el año anterior, el título se definiría entre Senna y Prost de una manera polémica.
En el Gran Premio de Japón de 1989, disputado en el circuito de Suzuka, Prost llegaba con 16 puntos de ventaja sobre Senna a falta de 2 carreras para el final de temporada. Senna debía ganar en Japón (Suzuka) y Australia (Adelaida) para ser campeón, sin importar el resultado de Prost. En la vuelta 47, Senna intenta adelantar por el lado sucio a Prost; el francés -contrario a su tendencia de evitar a toda costa los golpes- mantiene la cuerda y extiende el frenado, llevando a Senna a colisionar. En dicha maniobra ambos autos quedan enganchados y Prost abandona su auto al ver que Senna es auxiliado por personal de pista para echar a andar su bólido y salir cortando la chicana, ambas situaciones prohibidas por la normativa vigente. Después de parar en boxes y salir segundo logra adelantar a Alessandro Nannini quien marcha primero en ese momento, consiguiendo así Senna finalizar la carrera en primera posición, aunque poco después sería descalificado de la carrera por cortar la chicana con auxilio de terceros y Prost se adjudicaría el título.
Al respecto, la versión del propio Prost, la cual coincide con las observaciones de los principales pilotos de la época entre ellas la del respetado tricampeón Niki Lauda, el tricampeón Nelson Piquet, de Nigel Mansell e incluso del gran amigo de Senna Gerhard Berger es que él defendió su posición del ataque de Senna de forma legítima, dado que quien estaba al mando de la trayectoria era él. No obstante, mayoritariamente, los fanáticos de la Fórmula 1 han responsabilizado a Prost del accidente y al francés Jean-Marie Balestre, presidente de la FIA por aquel entonces, de actuar en favor de Prost al no haberlo sancionado por dicho accidente.
Alain Prost logra ese año 4 victorias y 76 puntos que le valdrían su tercer campeonato del mundo de Fórmula 1.
Cansado de la convivencia con Senna, y de un claro favoritismo de Honda hacia este, decide migrar a Ferrari.

### Etapa en Ferrari (1990-1991)
En 1990, Prost a bordo del Ferrari 641 realizó una extraordinaría temporada, poniendo en verdadero riesgo el amplio dominio que los McLaren-Honda mantenían desde 1988 y poniendo nuevamente a Ferrari en lucha franca por el título. Para principios de año era evidente que el McLaren-Honda era un mejor automóvil, y que los Williams-Renault estaban en ascenso. El trabajo de Prost y del equipo técnico permitieron el desarrollo de la 641 diseñada por Barnard, haciendo que a mediados de temporada se transformara en un rival contundente.
El comienzo de la temporada no era el mejor: En Phoenix los dos Ferrari abandonaban ante un amplio dominio del McLaren de Senna. La primera victoria sería en Interlagos, Brasil. Un incidente entre Satoru Nakajima y Senna hacía que Prost se encontrara con la victoria. El festejo no ocultaba la realidad evidente de que los Ferrari estaban por debajo de los McLaren y apenas por encima de los sorprendentes Williams-Renault.
Sería recién en México donde Prost lograría una de sus más fantásticas victorias, en el Gran Premio de México, donde partiendo 13.º, y gracias a una excelente conducción y una cuidada estrategia de carrera, lograría terminar en el primer lugar, en una carrera plagadas de adelantamintos y bellísimos duelos, como el protagonizado entre Berger y Mansell por el segundo lugar, que culminaría en la penúltima vuelta, con un memorable adelantamiento por el lado externo de la curva "Peraltada", y un posterior intento frustrado en la última curva por parte del piloto de McLaren.
La reconocida meticulosidad de Prost en la puesta a punto del monoplaza para carrera, pudo suplir de alguna forma cierta carencia de velocidad pura de los Ferrari respecto a los McLaren, y permitió sensacionales victorias, especialmente la mencionada de México, Gran Bretaña y Francia, donde Prost, a pesar de haber clasificado 13, 4 y 5 respectivamente, llevó con un ritmo rápido y regular, hasta el primer lugar del podio.
En cuanto a motores, el Ferrari V12 se mostró potente, aunque en algunos circuitos los Honda V10 tenían ventajas en aceleración.
Algunas actitudes de su compañero de equipo, Nigel Mansell lo perjudicaron en la lucha por el título. En la salida del Gran Premio de Portugal, Mansell mueve deliberadamente su monoplaza para tapar a Prost. Finalmente la carrera terminó con Mansell primero, Senna segundo y Prost tercero.
Para el fin de la temporada, esta vez Prost debía ganar en Japón (Suzuka) y Australia (Adelaida) para ser campeón, sin importar el resultado de Senna. Por el contrario, en caso de no ganar, Senna automáticamente se consagraría campeón. Para el Gran Premio de Japón Senna había ganado el primer lugar en la parrilla de salida y Prost el segundo. Senna pidió salir por el lado externo y menos sucio de la pista, cosa que le fue denegada. Al iniciarse la carrera Prost toma la delantera, pero al llegar a la primera curva, Senna le embiste por detrás. Abandonan los dos y automáticamente Senna es campeón.
La primera versión de Senna fue que Prost le había cerrado. Sin embargo, tiempo más tarde reconocería que le habría sacado de la pista a propósito, y el motivo habría sido porque le habían obligado a salir desde el lado sucio de la pista.
Prost logra 5 victorias, y 71 puntos, lo cual lo hace subcampeón a 7 puntos de Senna.
En 1991, los Ferrari fueron poco competitivos y no logra ninguna victoria por primera vez desde 1980, y solo el quinto puesto del campeonato con 34 puntos. Declaraciones de Prost después de Suzuka quejándose de su vehículo alegando que era "Como conducir un feo camión" hacen que Ferrari despida al piloto de forma inmediata y este no pueda participar en la última carrera. Fue la segunda vez que fue despedido por un equipo de fábrica por su crítica pública a su equipo y coche, después de su despido de Renault a finales de 1983.

### Año de descanso (1992)
1992 fue un año sabático para Prost, pues a pesar de las especulaciones de que correría para Ligier este consideró más conveniente rechazar debido a que la escudería no presentaba la competitividad necesaria con respecto a los monoplazas líderes aquel año.

### Cuarto título con Williams-Renault y retirada definitiva (1993)
En 1993 Renault rescata a Prost y lo pone a bordo del excelente Williams propulsado por el motor francés. Pese a una primera férrea oposición de Senna, Prost logra imponerse y consigue 7 victorias siendo el más laureado del año, consiguiendo 99 puntos y su cuarto y último título. Prost sustituyó al campeón Nigel Mansell que, al parecer, se negaba a ser su compañero de equipo. Ese mismo año los Williams lucían el número 0 (Damon Hill) y el 2 (Alain Prost). El número 0 fue debido a la marcha de Mansell a las IndyCar Series, quien poseía el número 1 de campeón.

## Vida posterior

### Prost Grand Prix
Ya retirado de manera definitiva, Alain Prost dirigió su propia escudería en Fórmula 1, llamada Prost Grand Prix, desde 1997 hasta 2001, tras haber comprado previamente al equipo Ligier. La escudería quebró a inicios de 2002.
Los resultados de la escudería fueron bastante discretos, logrando solo tres podios. Su mejor resultado fue un 2° puesto en el Gran Premio de Europa de 1999, logrado por el italiano Jarno Trulli.
Cabe destacar de esta etapa que el que fuera durante un año compañero de Prost en Ferrari, el francés Jean Alesi, estuvo bajo sus órdenes en este equipo.

### Otras actividades deportivas y vinculación con Renault
En 2007, 2008 y 2012, Prost se consagró campeón del Trofeo Andros, el campeonato francés de automovilismo sobre hielo.
Fuera del mundo automovilístico, Prost es aficionado al golf, además de un ciclista muy activo y colabora como diseñador con la empresa de cuadros de bicicleta Cyfac.
Junto con Jean-Paul Driot, propietario de DAMS y con el patrocinio de Renault, Prost fundó en 2014 la escudería e.dams Renault para competir en la temporada inaugural 2014-15 de la Fórmula E.
En 2019, tras la transformación a Nissan e.dams del equipo de Fórmula E, Prost decidió volver a la Fórmula 1 para trabajar en Renault.

## Distinciones
- Legión d'Honneur (Francia, 1985)
- Trofeo Campeón de Campeones (Club de Pilotos de grandes premios en retiro, 1988)
- OBE (Bretaña, 1993)
  - Salón Internacional de la Fama de los Deportes Motorizados (1999)
  - Premio Mundial del siglo en deportes (noviembre de 1999)

## Apodos
- El Profesor
- El Calculador
- Frog («Rana», por Nelson Piquet)
- Fast son of a bitch («Rápido hijo de puta», por Niki Lauda)
- "El Napoleón de los circuitos"

## Logros en Fórmula 1
- Campeón mundial de Fórmula 1 en 1985, 1986, 1989 y 1993
- Segundo puesto del Campeonato Mundial en 1983, 1984, 1988 y 1990
- Completó 199 grandes premios
- 51 victorias en grandes premios
- 798,5 puntos de campeonato
- 106 podios
- 33 Pole Position
- 41 vueltas rápidas
- 6 victorias en el Gran Premio de Francia

## Comparación con compañeros de equipo
En el curso de su carrera en la Fórmula 1, Prost ha batido a la mayoría de sus compañeros de equipo, incluidos cinco campeones del mundo. Las tres excepciones son las de 1984, cuando Prost perdió con Niki Lauda por medio punto; en su primera temporada, con John Watson, que participó en más carreras logrando un punto más; y en 1988, cuando Ayrton Senna le ganó por 3 puntos, mediante la regla de descarte que se aplicaba en el campeonato aquel año. La puntuación original era de 105 a 94 a favor del francés.
| Temporada | Compañero de equipo | Puntos de Prost | Puntos de compañeros |
| --------- | ------------------- | --------------- | -------------------- |
| 1980      | John Watson         | 5               | 6                    |
| 1981      | René Arnoux         | 43              | 11                   |
| 1982      | René Arnoux         | 34              | 28                   |
| 1983      | Eddie Cheever       | 57              | 22                   |
| 1984      | Niki Lauda          | 71.5            | 72                   |
| 1985      | Niki Lauda          | 76 (73)         | 14                   |
| 1986      | Keke Rosberg        | 74 (72)         | 22                   |
| 1987      | Stefan Johansson    | 46              | 30                   |
| 1988      | Ayrton Senna        | 105 (87)        | 94 (90)              |
| 1989      | Ayrton Senna        | 81 (76)         | 60                   |
| 1990      | Nigel Mansell       | 73 (71)         | 37                   |
| 1991      | Jean Alesi          | 34              | 21                   |
| 1993      | Damon Hill          | 99              | 69                   |

## Resumen de carrera
| Temporada | Categoría                                 | Equipo                         | Carreras | Victorias | Poles | VR | Podios | Puntos | Pos. |
| --------- | ----------------------------------------- | ------------------------------ | -------- | --------- | ----- | -- | ------ | ------ | ---- |
| 1976      | Campeonato Nacional de Fórmula Renault    | Ecurie Elf                     | 13       | 12        | 10    | 11 | 12     | 112    | 1.º  |
| 1976      | Challenge de Formule Renault Europe       | Equipe Danielson               | 2        | 0         | 1     | ?  | 0      | 1      | 28.º |
| 1977      | Challenge de Formule Renault Europe       |                                | 16       | 6         | 4     | ?  | 10     | 157    | 1.º  |
| 1977      | Campeonato Europeo de Fórmula Dos         | Willi Kauhsen Racing Team      | 2        | 0         | 0     | 0  | 0      | 0      | NC   |
| 1978      | Campeonato de Francia de Fórmula 3        | Ecurie Elf                     | ?        | ?         | ?     | ?  | ?      | ?      | 1.º  |
| 1978      | Campeonato de Fórmula 3 Europea de la FIA | Ecurie Elf                     | 8        | 1         | 1     | 1  | 1      | 10     | 9.º  |
| 1978      | Fórmula 3 Británica - Súper Visco         | Ecurie Elf                     | 2        | 0         | 0     | 0  | 1      | 7      | 13.º |
| 1978      | Fórmula 3 Británica - Vandervall          | Ecurie Elf                     | 1        | 0         | 0     | 0  | 1      | 18     | 9.º  |
| 1978      | Campeonato Europeo de Fórmula Dos         | Fred Opert Racing              | 1        | 0         | 0     | 0  | 0      | 0      | NC   |
| 1979      | Campeonato de Francia de Fórmula 3        | Ecurie Elf                     | ?        | ?         | ?     | ?  | ?      | 75     | 1.º  |
| 1979      | Campeonato de Fórmula 3 Europea de la FIA | Ecurie Elf                     | 10       | 6         | 5     | 6  | 8      | 67     | 1.º  |
| 1979      | Fórmula 3 Británica                       | Ecurie Elf                     | 1        | 0         | 0     | 0  | 0      | 4      | 12.º |
| 1980      | Fórmula 1                                 | Marlboro Team McLaren          | 11       | 0         | 0     | 0  | 0      | 5      | 16.º |
| 1980      | BMW M1 Procar Championship                | BMW Motorsport                 | 1        | 0         | 0     | 0  | 0      | 6      | 21.º |
| 1981      | Fórmula 1                                 | Equipe Renault Elf             | 15       | 3         | 2     | 1  | 6      | 43     | 5.º  |
| 1982      | Fórmula 1                                 | Equipe Renault Elf             | 16       | 2         | 5     | 4  | 4      | 34     | 4.º  |
| 1983      | Fórmula 1                                 | Equipe Renault Elf             | 15       | 4         | 3     | 3  | 7      | 57     | 2.º  |
| 1984      | Fórmula 1                                 | Marlboro McLaren International | 16       | 7         | 3     | 3  | 9      | 71.5   | 2.º  |
| 1985      | Fórmula 1                                 | Marlboro McLaren International | 16       | 5         | 2     | 5  | 11     | 76     | 1.º  |
| 1986      | Fórmula 1                                 | Marlboro McLaren International | 16       | 4         | 1     | 2  | 11     | 74     | 1.º  |
| 1987      | Fórmula 1                                 | Marlboro McLaren International | 16       | 3         | 0     | 2  | 7      | 46     | 4.º  |
| 1988      | Fórmula 1                                 | Honda Marlboro McLaren         | 16       | 7         | 2     | 7  | 14     | 105    | 2.º  |
| 1989      | Fórmula 1                                 | Honda Marlboro McLaren         | 16       | 4         | 2     | 5  | 11     | 81     | 1.º  |
| 1990      | Fórmula 1                                 | Scuderia Ferrari               | 16       | 5         | 0     | 2  | 9      | 73     | 2.º  |
| 1991      | Fórmula 1                                 | Scuderia Ferrari               | 14       | 0         | 0     | 1  | 5      | 34     | 5.º  |
| 1993      | Fórmula 1                                 | Canon Williams Team            | 16       | 7         | 13    | 6  | 12     | 99     | 1.º  |
| 2005      | Campeonato FFSA GT                        | Exagon Engineering             | 11       | 1         | 2     | 0  | 3      | 104    | 11.º |
| Fuente:   |                                           |                                |          |           |       |    |        |        |      |

## Resultados

### Campeonato Fórmula 3 Europea de la FIA
(Clave) (negrita indica pole position) (cursiva indica vuelta rápida)

| Año     | Escudería  | 1     | 2     | 3     | 4      | 5     | 6       | 7      | 8       | 9     | 10      | 11    | 12  | 13    | 14  | 15    | 16      | Pos. | Puntos |
| ------- | ---------- | ----- | ----- | ----- | ------ | ----- | ------- | ------ | ------- | ----- | ------- | ----- | --- | ----- | --- | ----- | ------- | ---- | ------ |
| 1978    | Ecurie Elf | ZAN   | NÜR   | ÖST   | ZOL 10 | IMO   | NÜR DNS | DIJ 10 | MNZ 15  | PER   | MAG Ret | KNU   | KAR | DON 6 | KAS | JAR 1 | VAL Ret | 9.º  | 10     |
| 1979    | Ecurie Elf | VAL 2 | ÖST 1 | ZOL 1 | MAG 1  | DON 3 | ZAN 1   | PER    | MNZ DNQ | KNU 1 | KIN Ret | JAR 1 | KAS |       |     |       |         | 1.º  | 67     |
| Fuente: |            |       |       |       |        |       |         |        |         |       |         |       |     |       |     |       |         |      |        |

### Fórmula 1
(Clave) (negrita indica pole position) (cursiva indica vuelta rápida)

| Año     | Escudería                      | 1       | 2       | 3       | 4       | 5       | 6       | 7       | 8       | 9       | 10      | 11      | 12      | 13      | 14      | 15      | 16      | Pos. | Puntos   |
| ------- | ------------------------------ | ------- | ------- | ------- | ------- | ------- | ------- | ------- | ------- | ------- | ------- | ------- | ------- | ------- | ------- | ------- | ------- | ---- | -------- |
| 1980    | Marlboro Team McLaren          | ARG 6   | BRA 5   | RSA DNS | USW     | BEL Ret | MON Ret | FRA Ret | GBR 6   | GER 11  | AUT 7   | NED 6   | ITA 7   | CAN Ret | USA DNS |         |         | 16.º | 5        |
| 1981    | Equipe Renault Elf             | USW Ret | BRA Ret | ARG 3   | SMR Ret | BEL Ret | MON Ret | ESP Ret | FRA 1   | GBR Ret | GER 2   | AUT Ret | NED 1   | ITA 1   | CAN Ret | LVG 2   |         | 5.º  | 43       |
| 1982    | Equipe Renault Elf             | RSA 1   | BRA 1   | USW Ret | SMR Ret | BEL Ret | MON 7†  | USE NC  | CAN Ret | NED Ret | GBR 6   | FRA 2   | GER Ret | AUT 8†  | SUI 2   | ITA Ret | LVG 4   | 4.º  | 34       |
| 1983    | Equipe Renault Elf             | BRA 7   | USW 11  | FRA 1   | SMR 2   | MON 3   | BEL 1   | USE 8   | CAN 5   | GBR 1   | GER 4   | AUT 1   | NED Ret | ITA Ret | EUR 2   | RSA Ret |         | 2.º  | 57       |
| 1984    | Marlboro McLaren International | BRA 1   | RSA 2   | BEL Ret | SMR 1   | FRA 7   | MON 1~  | CAN 3   | USE 4   | USA Ret | GBR Ret | GER 1   | AUT Ret | NED 1   | ITA Ret | EUR 1   | POR 1   | 2.º  | 71.5     |
| 1985    | Marlboro McLaren International | BRA 1   | POR Ret | SMR DSQ | MON 1   | CAN 3   | USE Ret | FRA 3   | GBR 1   | GER 2   | AUT 1   | NED 2   | ITA 1   | BEL 3   | EUR 4   | RSA 3   | AUS Ret | 1.º  | 73 (76)  |
| 1986    | Marlboro McLaren International | BRA Ret | ESP 3   | SMR 1   | MON 1   | BEL 6   | CAN 2   | USE 3   | FRA 2   | GBR 3   | GER 6†  | HUN Ret | AUT 1   | ITA DSQ | POR 2   | MEX 2   | AUS 1   | 1.º  | 72 (74)  |
| 1987    | Marlboro McLaren International | BRA 1   | SMR Ret | BEL 1   | MON 9†  | USE 3   | FRA 3   | GBR Ret | GER 7†  | HUN 3   | AUT 6   | ITA 15  | POR 1   | ESP 2   | MEX Ret | JPN 7   | AUS Ret | 4.º  | 46       |
| 1988    | Honda Marlboro McLaren         | BRA 1   | SMR 2   | MON 1   | MEX 1   | CAN 2   | USE 2   | FRA 1   | GBR Ret | GER 2   | HUN 2   | BEL 2   | ITA Ret | POR 1   | ESP 1   | JPN 2   | AUS 1   | 2.º  | 87 (105) |
| 1989    | Honda Marlboro McLaren         | BRA 2   | SMR 2   | MON 2   | MEX 5   | USA 1   | CAN Ret | FRA 1   | GBR 1   | GER 2   | HUN 4   | BEL 2   | ITA 1   | POR 2   | ESP 3   | JPN Ret | AUS Ret | 1.º  | 76 (81)  |
| 1990    | Scuderia Ferrari               | USA Ret | BRA 1   | SMR 4   | MON Ret | CAN 5   | MEX 1   | FRA 1   | GBR 1   | GER 4   | HUN Ret | BEL 2   | ITA 2   | POR 3   | ESP 1   | JPN Ret | AUS 3   | 2.º  | 71 (73)  |
| 1991    | Scuderia Ferrari               | USA 2   | BRA 4   | SMR DNS | MON 5   | CAN Ret | MEX Ret | FRA 2   | GBR 3   | GER Ret | HUN Ret | BEL Ret | ITA 3   | POR Ret | ESP 2   | JPN 4   | AUS     | 5.º  | 34       |
| 1993    | Canon Williams Team            | RSA 1   | BRA Ret | EUR 3   | SMR 1   | ESP 1   | MON 4   | CAN 1   | FRA 1   | GBR 1   | GER 1   | HUN 12  | BEL 3   | ITA 12† | POR 2   | JPN 2   | AUS 2   | 1.º  | 99       |
| Fuente: |                                |         |         |         |         |         |         |         |         |         |         |         |         |         |         |         |         |      |          |

| Predecesor: Niki Lauda    | Campeón de Fórmula 1 1985-1986 | Sucesor: Nelson Piquet      |
| Predecesor: Ayrton Senna  | Campeón de Fórmula 1 1989      | Sucesor: Ayrton Senna       |
| Predecesor: Nigel Mansell | Campeón de Fórmula 1 1993      | Sucesor: Michael Schumacher |